# Khalil Semahi
Khalil Semahi (en arabe : خليل سماحي) est un footballeur algérien né le 20 janvier 1995 à Sougueur dans la wilaya de Tiaret. Il évolue au poste d'allier droit à l'Olympique de Médéa.

## Biographie

### En clubs
Il évolue en première division algérienne avec son club formateur, l'ASO Chlef, le MO Béjaïa, la JS Saoura et enfin à l'USM Bel Abbès. Il dispute actuellement 52 matchs en inscrivant 3 buts en Ligue 1.

### En équipe nationale
Il dispute avec l'équipe d'Algérie olympique à la Coupe d'Afrique des nations des moins de 23 ans 2015 au Sénégal ou il termine finaliste de la compétition et il se qualifie pour les Jeux olympiques d'été de 2016.

## Palmarès

### En clubs
USM Bel Abbès
- Coupe d'Algérie (1) :
  - Vainqueur : 2017-18.

- Supercoupe d'Algérie (1) :
  - Vainqueur : 2018.

### En sélection
Algérie olympique
- CAN -23 ans :
  -  Finaliste : 2015.